# Rhadinaea hesperia
La hojarasquera o culebra-café de occidente (Rhadinaea hesperia) es una especie de reptil de la familia Colubridae y subfamilia Xenodontinae. Es endémica de México y habita en los estados de Puebla, Aguascalientes y Zacatecas.